# 224

## Събития
- Ардашир сваля Артабан V и създава Сасанидското царство

## Починали
- 3 август – Юлия Меса,